# Campeonato Mundial de Ciclismo en Pista de 2000
El XCVII Campeonato Mundial de Ciclismo en Pista se celebró en Mánchester (Reino Unido) entre el 25 y el 29 de octubre de 2000 bajo la organización de la Unión Ciclista Internacional (UCI) y la Federación Británica de Ciclismo.
Las competiciones se realizaron en el Velódromo de Mánchester. En total se disputaron 12 pruebas, 8 masculinas y 4 femeninas.

## Medallistas

### Masculino
| Evento                          | Oro                                                                                                  | Plata                                                                                    | Bronce                                                                             |
| ------------------------------- | --- | ---------------------------------------------------------------------------------------- | ---------------------------------------------------------------------------------- |
| Velocidad individual (27.10)    | Jan van Eijden · Alemania                                                                            | Laurent Gané Francia                                                                     | —                                                                                  |
| Velocidad por equipos (28.10)   | Francia Laurent Gané Florian Rousseau Arnaud Tournant 44,627                                         | Reino Unido Chris Hoy Craig MacLean Jason Queally 44,969                                 | España · José Antonio Villanueva · José Antonio Escuredo · Salvador Meliá · 45,382 |
| Persecución individual (29.10)  | Jens Lehmann · Alemania · 4:21,836                                                                   | Stefan Steinweg · Alemania · 4:26,704                                                    | Robert Hayles Reino Unido 4:21,998                                                 |
| Persecución por equipos (26.10) | Alemania · Sebastian Siedler · Daniel Becke · Guido Fulst · Jens Lehmann · Christian Bach · 4:01,322 | Reino Unido Paul Manning Chris Newton Jonathan Clay Bradley Wiggins Bryan Steel 4:03,110 | Francia Cyril Bos Philippe Gaumont Jérôme Neuville Damien Pommerau 4:06,288        |
| 1 km contrarreloj (25.10)       | Arnaud Tournant Francia 1:01,619                                                                     | Sören Lausberg · Alemania · 1:01,744                                                     | Jason Queally Reino Unido 1:02,449                                                 |
| Carrera por puntos (29.10)      | Joan Llaneras Roselló · España · 19 pts.                                                             | Matthew Gilmore · Bélgica · 18 pts.                                                      | Franz Stocher · Austria · 17 pts.                                                  |
| Keirin (29.10)                  | Frédéric Magné Francia                                                                               | Jens Fiedler · Alemania                                                                  | Pavel Buráň · República Checa                                                      |
| Madison (25.10)                 | Stefan Steinweg · Erik Weispfennig · Alemania · 28 pts.                                              | Isaac Gálvez López · Joan Llaneras Roselló · España · 15 pts.                            | Juan Esteban Curuchet Edgardo Simón Argentina 8 pts.                               |

### Femenino
| Evento                         | Oro                                           | Plata                                  | Bronce                                 |
| ------------------------------ | --------------------------------------------- | -------------------------------------- | -------------------------------------- |
| Velocidad individual (29.10)   | Natalia Markovnichenko · Bielorrusia          | Lori-Ann Muenzer · Canadá              | Katrin Meinke · Alemania               |
| Persecución individual (28.10) | Yvonne McGregor Reino Unido 3:35,274          | Judith Arndt · Alemania · 3:36,547     | Yelena Chalyj · Rusia · 3:37,974       |
| 500 m contrarreloj (27.10)     | Natalia Markovnichenko · Bielorrusia · 34,838 | Jiang Cuihua China 34,461              | Wang Yan China 34,478                  |
| Carrera por puntos (26.10)     | Marion Clignet Francia 15 pts.                | Judith Arndt · Alemania · 27 (-1) pts. | Olga Sliusareva · Rusia · 23 (-1) pts. |

## Medallero
| Núm. | País            | Oro | Plata | Bronce | Total |
| ---- | --------------- | --- | ----- | ------ | ----- |
| 1    | Alemania        | 4   | 5     | 1      | 10    |
| 2    | Francia         | 4   | 1     | 1      | 6     |
| 3    | Bielorrusia     | 2   | 0     | 0      | 2     |
| 4    | Reino Unido     | 1   | 2     | 2      | 5     |
| 5    | España          | 1   | 1     | 1      | 3     |
| 6    | China           | 0   | 1     | 1      | 2     |
| 7    | Bélgica         | 0   | 1     | 0      | 1     |
| 7    | Canadá          | 0   | 1     | 0      | 1     |
| 9    | Rusia           | 0   | 0     | 2      | 2     |
| 10   | Argentina       | 0   | 0     | 1      | 1     |
| 10   | Austria         | 0   | 0     | 1      | 1     |
| 10   | República Checa | 0   | 0     | 1      | 1     |
|      | TOTAL           | 12  | 12    | 11     | 35    |